# 질비아 나이트
질비아 나이트(독일어: Silvia Neid, 1964년 5월 2일 발뒤른 ~ )은 독일의 전직 여자 축구 선수 겸 여자 축구 감독이다.

## 경력
SV 실러슈타트(SV Schlierstadt, 나중에 킬링게 제카흐(Klinge Seckach)로 이름을 변경함) 소속으로 뛰면서 여자 축구계에 처음 등장했다. 1983년 SSG 베르기슈 글라트바흐(SSG Bergisch Gladbach)로 이적한 뒤부터 팀을 독일 여자 축구의 강호로 만들었지만 1985년 팀이 단 한 차례도 우승을 차지하지 못하게 되자 TSV 지겐(TSV Siegen)으로 이적하게 된다. TSV 지겐 소속으로 뛰는 동안 팀의 독일 여자 축구 선수권 대회(프라우엔-분데스리가의 전신) 6회 우승, 여자 DFB-포칼 5회 우승을 이끌었고 1996년 선수 생활에서 은퇴한 뒤부터 독일 여자 축구 대표팀 코치를 맡게 된다.
1982년 11월 10일에 열린 스위스와의 경기에서 출전하면서 독일 여자 축구 대표팀에 데뷔했다. 독일 여자 축구 대표팀에서 뛰는 동안 UEFA 유럽 여자 축구 선수권 대회 3회 우승(1989년, 1991년, 1995년), FIFA 여자 월드컵 1회 준우승(1995년)을 이끌었으며 그의 마지막 여자 축구 대표팀 경기는 브라질과의 1996년 애틀랜타 하계 올림픽 축구 조별 예선 경기였다.
2004년 FIFA U-19 세계 여자 축구 선수권 대회에서 독일의 우승을 이끌었으며 2007년 FIFA 여자 월드컵에서 독일의 우승을 이끌었다. 2008년 베이징 하계 올림픽에서 독일의 올림픽 여자 축구 동메달 획득에 공헌했고 세 차례(2010년, 2013년, 2016년)나 FIFA 올해의 여자 축구 감독으로 선정되었다. 2016년 리우데자네이루 하계 올림픽에서 독일의 올림픽 여자 축구 금메달 획득에 공헌했다.

## 수상

### 선수
SV 베르기슈 글라트바흐 09
- 독일 여자 축구 선수권 1회 우승 (1984)
- 여자 DFB-포칼 1회 우승 (1984)

TSV 지겐
- 프라우엔-분데스리가(독일 여자 축구 선수권 대회) 6회 우승 (1987, 1990, 1991, 1992, 1994, 1996)
- 여자 DFB-포칼 5회 우승 (1986, 1987, 1988, 1989, 1993)

독일 여자 축구 대표팀
- UEFA 유럽 여자 축구 선수권 대회 3회 우승 (1989, 1991, 1995)
- FIFA 여자 월드컵 1회 준우승 (1995)

### 감독
독일 여자 축구 대표팀
- 2007년 FIFA 여자 월드컵 우승
- 2009년 UEFA 유럽 여자 축구 선수권 대회 우승
- 2004년 FIFA U-19 세계 여자 축구 선수권 대회 우승
- 2008년 베이징 하계 올림픽 여자 축구 동메달
- 2016년 리우데자네이루 하계 올림픽 여자 축구 금메달

개인
- FIFA 올해의 여자 축구 감독 3회 선정 (2010, 2013, 2016)